# Wrogie niebo
Wrogie niebo (ang. Falling Skies) – amerykańsko-kanadyjski serial telewizyjny o tematyce fantastycznej, wyprodukowany i nadawany przez telewizję TNT od 2011 roku. Twórcami serialu są Robert Rodat i Steven Spielberg, który jednocześnie jest producentem. W Polsce serial jest emitowany od 22 kwietnia 2012 przez stację SciFi Universal. Od 6 września 2014 roku serial emituje stacja TV4.
18 lipca 2014 roku stacja zamówiła 5 sezon serialu, który będzie finałowym sezonem.

## Fabuła
Na Ziemi po starciu z istotami z innej planety, zaczyna panować chaos. Ludzie, którym udało się przetrwać muszą teraz walczyć z tajemniczymi najeźdźcami z kosmosu. Nie wiadomo dlaczego obcy zaatakowali Ziemię. Są bardzo inteligentni, a w walce z ludźmi stosują bardzo zaawansowane technologie. Najeźdźcy przyjmują dwie formy: „skitterów” – poruszających się na pajęczych nogach i „mechów” – przypominających maszyny. W obliczu zagłady ludzie muszą się zjednoczyć w grupy i walczyć razem przeciwko obcym. Jedną z takich grup jest 2nd Massachusetts, którą dowodzi profesor historii wojskowości Tom Mason. Stracił on żonę podczas jednej z pierwszych fal ataków kosmitów, a jego syn Ben został porwany przez obcych. Tom chce odnaleźć swojego syna, w tym celu wykorzystuje swoją wiedzę wojskową w walce z obcymi.

## Obsada
- Noah Wyle jako Tom Mason
- Moon Bloodgood jako Anne Glass
- Drew Roy jako Hal Mason
- Connor Jessup jako Ben Mason
- Colin Cunningham jako John Pope
- Maxim Knight jako Matt Mason
- Sarah Carter jako Margaret
- Mpho Koaho jako Anthony
- Seychelle Gabriel jako Lourdes
- Will Patton jako Captain Dan Weaver
- Jessy Schram jako Karen Nadler (1 sezon -regularne występy, od 2 sezonu gościnnie)
- Peter Shinkoda jako Dai
- Scarlett Byrne jako tajemnicza kobieta, która ma kontakt z kosmitami[3]

## Role drugoplanowe
- Dale Dye jako Colonel Jim Porter
- Bruce Gray jako Uncle Scott
- Martin Roach jako Mike Thompson
- Lynne Deragon jako Kate Gordon
- Melissa Kramer jako Sarah
- Steven Weber jako  Michael Harris
- Dylan Authors jako Jimmy Boland
- Daniyah Ysrail jako Rick Thompson
- Ryan Robbins jako Tector Murphy
- Luciana Carro jako Crazy Lee
- Brad Kelly jako Lyle
- Billy Wickman jako Boon
- Terry O’Quinn jako Arthur Manchester
- Matt Frewer jako General Bressler
- Laci J Mailey jako Jeanne Weaver
- Brandon Jay McLaren jako Jamil Dexter
- Mira Sorvino jako Sara – była grafikiem, obecnie jest nieustraszoną wojowniczką. Jej życie zmienia się, John Pope chce, aby dołączyła ruchu oporu[4]
- Catalina Sandino Moreno jako Isabella, nauczycielka akademicka udająca pielęgniarkę[5]

## Odcinki
| Sezon | Sezon | Odcinki | Oryginalna emisja | Oryginalna emisja | Oryginalna emisja | Oryginalna emisja | Oryginalna emisja |
| Sezon | Sezon | Odcinki | Premiera sezonu   | Finał sezonu      | Premiera sezonu   | Finał sezonu      |                   |
| ----- | ----- | ------- | ----------------- | ----------------- | ----------------- | ----------------- | ----------------- |
|       | 1     | 10      | 19 czerwca 2011   | 7 sierpnia 2011   | 22 kwietnia 2012  | 17 czerwca 2012   |                   |
|       | 2     | 10      | 17 czerwca 2012   | 19 sierpnia 2012  | 10 kwietnia 2013  | 12 czerwca 2013   |                   |
|       | 3     | 10      | 9 czerwca 2013    | 4 sierpnia 2013   | 9 kwietnia 2014   | 11 czerwca 2014   |                   |
|       | 4     | 12      | 22 czerwca 2014   | 31 sierpnia 2014  | 3 listopada 2014  | 2 lutego 2015     |                   |
|       | 5     | 10      | 28 czerwca 2015   | 30 sierpnia 2015  | 1 kwietnia 2016   | 14 kwietnia 2016  |                   |